# Ужгородский ботанический сад
У́жгородский ботани́ческий сад — ботанический сад Ужгородского национального университета (Закарпатская область, Украина), памятник садово-паркового искусства государственного значения. Расположен на улице Ивана Ольбрахта. Директор — Дмитрий Сойма.
Ботанический сад был основан вскоре после включения Закарпатья в состав УССР, 28 ноября 1945 года. При создании ботанического сада на этом участке находились два орехово-фруктовых сада, где росли 96 орехов, а также яблоня, груша, черешня, вишня, алыча, бузина,  шиповник, ежевика и ива. Ботанический сад расположен на трёх террасах, перепад высот составляет 22 метра. Треть площади сада расположена на первой и второй террасах над рекой, а остальная территория спускается в пойменную часть долины. Почву составляют вулканические материнские породы, покрытые пластом суглинистых окультуренных почв. В 1940-х годах в Ужгородском ботаническом саду появились сотни новых для Закарпатья растений: клён сахарный, бамбук курильский, каштан съедобный, ива Матсуды, тополь бальзамический, ива вавилонская, софора японская и другие.
Всего в ботаническом саду собрано 3 900 видов и сортов растений открытого грунта и 1 100 тепличных. В дендрарии произрастает около 800 видов деревьев и кустарников. В саду насчитывается 130 видов и разновидностей хвойных растений, в частности, тис, метасеквойя, кипарис болотный. Флора Закарпатья представлена 400 видами растений, среди которых такие эндемики, как сирень венгерская и василёк карпатский. На альпийской горке представлена флора гор, это 150 видов растений, в том числе и эдельвейс. Декоративное цветоводство в ботаническом саду представлено 1 200 видов, среди которых 120 видов роз, 50 видов гладиолусов, 25 видов хризантем, 20 видов лилий. В оранжерее ботанического сада растут тропические и субтропические растения: банан, мимоза, лавр, эвкалипт, папайя, 10 видов пальм, 250 видов кактусов.
Посадки размещены по географическому принципу, с участками американских, кавказских, среднеазиатских, китайских, дальневосточных растений. Неподалёку от входа в сад разбит небольшой открытый сквер. Рядом с территорией ботанического сада проходит Ужгородская детская железная дорога.